# Den store Magt
Den store Magt er en dansk stumfilm fra 1925, der er instrueret af August Blom efter manuskript af Sam Ask. Filmen er baseret på Zakarias Nielsens roman af samme navn fra 1898.

## Handling
Denne artikel mangler et handlingsreferat. Hjælp os med at skrive det.

## Medvirkende
- Knud Almar - Jørgen Bang, toldassistent
- Philip Bech - Jørgens far, bankkasserer
- Lilli Beck - Jørgens mor
- Agnes Petersen - Amalie, Jørgens kusine
- Viggo Lindstrøm - Amalies far, kaldet "Ole Konge"
- Agis Winding - Amalies mor, kaldet "Madam Konge"
- Kate Fabian - Stine, tjenestepige hos Ole Konge
- Ingeborg Spangsfeldt - Marie Rømer
- Alex Suhr - En smugler
- Alfred Meyer - Peter Fur